# Samme Givens
Samuel Givens, detto Samme (Filadelfia, 9 agosto 1989), è un cestista statunitense.